# Séf bácsi sózott csokigolyói
A Séf bácsi sózott csokigolyói (Chef's Chocolate Salty Balls) a South Park című rajzfilmsorozat 22. része (a 2. évad 9. epizódja). Elsőként 1998. augusztus 19-én sugározták az Egyesült Államokban.

## Cselekmény
Ebben az epizódban a Utah állambeli Park City a Sundance Filmfesztivál helyszíne. Azonban a fesztivál alapítója, Robert Redford úgy dönt, a települést már túlságosan tönkretették az odalátogató hollywoodi turisták, ezért új helyre költözteti az ünnepséget – South Parkba.
A kisvárost szinte azonnal elözönlik a látogatók, a gyerekek pedig az iskolában azt a feladatot kapják, hogy nézzenek meg egy független filmet, majd írjanak róla beszámolót.
Kyle egyik este a fürdőszobában Kula bácsi hangját hallja, aki őt hívja; Kyle biztos benne, hogy barátjának segítségre van szüksége.
Séf bácsi eközben igyekszik kihasználni a fesztivált és süteményeket árul, végül a Sózott Csokigolyóival nagy sikert ér el. Kyle ráveszi a többieket, hogy segítsenek megkeresni Kula bácsit, majd együtt lemennek a csatornába. Hamarosan rá is találnak, aki azonban megbetegedett, mert a hollywoodiak egészséges étrendje felborította a kanális törékeny ökoszisztémáját.
Kyle az egyik film bemutatója előtt figyelmezteti a látogatókat, hogy egy barátja, Kula bácsi miattuk veszélyben van, de ők azt hiszik, egy forgatókönyvet akar eladni nekik. Egy ügynök ráveszi Cartmant, adja el neki a sztorit, aki ebbe készségesen bele is egyezik.
South Park lakosai eközben kezdenek belefáradni a nagy felfordulásba és rádöbbennek, hogy a fesztivállal járó üzlet és a hollywoodi giccs mennyire tönkreteszi a városukat. Robert Redford asszisztense rámutat arra, hogy South Park is olyan sorsra fog jutni, mint Park City. Robert Redford azonban bevallja, hogy ez a célja: minden kisvárost elárasztani a hollywoodi kultúrával, mert ha ő nem tud megszabadulni tőle, akkor mások se élhessenek nélküle.
Másnap új film jelenik meg, amely Kula bácsi (akit egy majom alakít) és Kyle (Tom Hanks) történetét dolgozza fel. Kula bácsi eközben kiszárad és megfakul, de Séf bácsi csokigolyója életre kelti. A gyerekek kérik Redfordot, hogy ne South Parkban rendezzék meg a következő fesztivált, de ő könyörtelenül visszautasítja őket. Ekkor Kula bácsi felvesz egy varázskalapot és kiárasztja az összes szennyvizet a csatornából, ezzel elüldözve a hollywoodiakat, valamint megölve Redfordot és feleségét.
South Park lakosai örülnek, hogy minden visszatért a normális kerékvágásba, habár városukat ellepi a szennyvíz.

## Kenny halála
- Kenny a mozi előtt ácsorog, amikor az onnan kijövő tömeg eltiporja. Ezután a következő párbeszéd hangzik el két mozilátogató között:

Mozilátogató #1: (felvesz a földről egy pénzérmét, miután Kenny meghalt) „Te jó ég, megleltem a pennymet”

Mozilátogató #2: „Óh, te mocskos rohadt dög”

## Utalások
- Kula bácsi tombolása az epizód végén célzás a Fantázia című Walt Disney-filmre.
- Az epizódban a Godzilla és A függetlenség napja című filmeket is bírálják, mindkettőt Roland Emmerich rendezte.
- Kula bácsi halálközeli állapota az E.T. a földönkívüli című film paródiája, emellett az utolsó mondata („Van még egy Skywalker”) egyértelmű utalás Yoda halálára a Csillagok háborúja VI: A jedi visszatér című filmben.
- A "Kula bácsi és én" jelenet Tom Hanks haldoklásával a Philadelphia – Az érinthetetlen paródiája.

## Érdekességek
- A készítők ezzel az epizóddal álltak bosszút Robert Redfordon, aki annak idején nem fogadta el főiskolás filmjüket, a Cannibal! The Musical-t, amikor azt elküldték a filmfesztiválra.
- A fiúk kifejtik, hogy a független filmek mindegyikében meleg cowboyok esznek pudingot. A 2005-ös Túl a barátságon című film megjelenése után Trey Parker megjegyezte, „ha pudingot esznek a filmben, lehet, hogy perelni fogunk”.
- Robert Redford nevét egyszer sem említik az epizódban.